# Бял имел
Белият имел (Viscum album) е вид растение от семейство Санталови (Santalaceae). Включено е в списъка на лечебните растения съгласно Закона за лечебните растения.
Той е един от особените видове паразитни растения, защото има зелени листа, с които може да извършва фотосинтеза, но се нуждае от растение гостоприемник, за да поема от него вода и минерални соли. Нарича се полупаразит.

## Действие и приложение в медицината
В съвременната медицина се използват листата заедно с клонките или само листата, които се берат през март и април.
Понижава високото артериално налягане, нормализира ниското и подкрепя натрупването на калций в костите.
Има успокояващо действие и спомага за забавяне на сърдечния ритъм, подобряване на сърдечната дейност. Белият имел влияе кръвоспиращо при маточни кръвоизливи, кръвотечения от носа, продължителна менструация, кървящи хемороиди и др.
Белият имел намира приложение и като противогърчово средство при епилепсия, заболявания на нервната система, главоболие, невралгии, при атеросклероза, артроза, хронични заболявания на ставите.
В големи дози белият имел е отровен и не трябва да се употребява дълго време.